# Puchar Europy w Biegu na 10 000 metrów 2004
8. Puchar Europy w Biegu na 10 000 metrów – zawody lekkoatletyczne, które odbyły się 3 kwietnia 2004 w Mariborze.

## Rezultaty

### Mężczyźni
| Konkurencja   | 1. miejsce           | Rezultat           | 2. miejsce        | Rezultat            | 3. miejsce   | Rezultat            |
| ------------- | -------------------- | ------------------ | ----------------- | ------------------- | ------------ | ------------------- |
| Indywidualnie | José Manuel Martínez | 28:11,11           | Carles Castillejo | 28:11,27            | Kamiel Maase | 28:20,30            |
| Drużynowo     | Hiszpania            | 1:25:01,52 (8 pkt) | Grecja            | 1:26:54,88 (24 pkt) | Włochy       | 1:27:40,06 (30 pkt) |

### Kobiety
| Konkurencja   | 1. miejsce     | Rezultat            | 2. miejsce      | Rezultat            | 3. miejsce       | Rezultat            |
| ------------- | -------------- | ------------------- | --------------- | ------------------- | ---------------- | ------------------- |
| Indywidualnie | Margaret Maury | 32:01,01            | Mihaela Botezan | 32:15,43            | Fernanda Ribeiro | 32:23,10            |
| Drużynowo     | Francja        | 1:38:28,82 (23 pkt) | Portugalia      | 1:39:14,05 (26 pkt) | Włochy           | 1:39:28,16 (28 pkt) |